# A casa con Jeff
A casa con Jeff (Jeff, Who Lives at Home) è un film del 2011 diretto da Jay Duplass e Mark Duplass, con protagonisti Jason Segel e Ed Helms.

## Trama
Jeff e Pat sono due fratelli diversissimi tra loro. Jeff, nonostante l'età, vive ancora in casa con la madre, indossa i calzoni corti, passa le giornate a fumare erba e aspetta che il destino gli mandi indicazioni sul suo futuro. Pat, invece, ha un lavoro ed è sposato con Linda, anche se la ignora per dedicarsi ai suoi sogni…

## Distribuzione
Il film è stato presentato al Toronto International Film Festival il 14 settembre 2011, per poi ottenere una distribuzione limitata negli USA e in Canada il 16 marzo 2012. In Italia è uscito direttamente in home video.

## Accoglienza
Il film è stato ben accolto dalla critica, con il 78% di recensioni positive su Rotten Tomatoes, tuttavia si è rivelato un fallimento al box office, incassando 840.000 dollari nel suo weekend di apertura, 4.269.426 dollari in Nord America e altrove 148.154 dollari, per un incasso mondiale di 4.417.580 dollari.